# Bartosz Kapustka
Bartosz Kapustka (født 23. december 1996 i Tarnów, Polen) er en polsk fodboldspiller, der spiller som midtbanespiller i Legia Warszawa.